# Calathocratus caucasicus
Espèce
Synonymes
- Platybessobius caucasicus Šilhavý, 1966

Calathocratus caucasicus est une espèce d'opilions dyspnois de la famille des Trogulidae.

## Distribution
Cette espèce est endémique du kraï de Krasnodar en Russie.

## Description
Le mâle holotype mesure 4,5 mm, les mâles mesurent de 4,5 à 5,2 mm et les femelles de 4,2 à 5,3 mm.

## Systématique et taxinomie
Cette espèce a été décrite sous le protonyme Platybessobius caucasicus par Šilhavý en 1966. Elle est placée dans le genre Calathocratus par Schönhofer et Martens en 2010.

## Étymologie
Son nom d'espèce lui a été donné en référence au lieu de sa découverte, le Caucase.

## Publication originale
- Šilhavý, 1966 : « Neue Troguliden aus dem Kuban-Gebiet und dem Kaukasus (Arach., Opiliones). » Senckenbergiana biologica, vol. 47, no 2, p. 151–154.